# 阿卡基·恰丘阿
阿卡基·恰丘阿（1969年9月16日—），格鲁吉亚男子摔跤运动员。他曾代表格鲁吉亚参加2000年和2004年夏季奥林匹克运动会摔跤比赛，其中2000年奥运会获得一枚铜牌。